# 제주월드컵경기장
제주월드컵경기장(濟州월드컵競技場, Jeju World Cup Stadium)은 대한민국 제주특별자치도 서귀포시에 있는 축구 전용 경기장이다. 2002년 FIFA 월드컵 개최를 위해 42,256명 수용 규모로 건설되었다. 제주도의 강한 바람을 막고 공사비를 절감하기 위해, 특이하게 그라운드가 지하 14m 깊이에 조성되었다. 2006년부터 제주 SK의 홈 경기장으로 사용되고 있다.

## 역사
2002년 FIFA 월드컵 개최를 위해 1999년 2월 20일 기공하여 2001년 12월 9일 개장해 총 2년 동안 건설하였으며, 2002년 FIFA 월드컵을 치른 후에는 미리 가변석으로 조성된 8,000여 석 규모의 동쪽 스탠드를 떼어내어 인근의 강창학종합경기장으로 옮겨서 35,657석의 규모가 되었다. 2013년 두 차례의 걸친 보수공사로 관중석 약 5,500여석이 철거되었다.
2002년에 태풍 펑센과 루사로 인해 지붕이 날아가는 피해를 입어 부실 공사를 했다는 비판을 받기도 했다.

## 부대 시설
- 워터월드
- 닥종이인형박물관
- 익스트림아일랜드
- 세계성문화박물관
- 롯데시네마

## 주변 시설
마트, 편의점, 제주은행 등이 인접하고 있으며, 일주도로 시외버스의 종점인 서귀포 신 시외버스터미널이 있다.

## 주요 경기

### 2002년 FIFA 월드컵

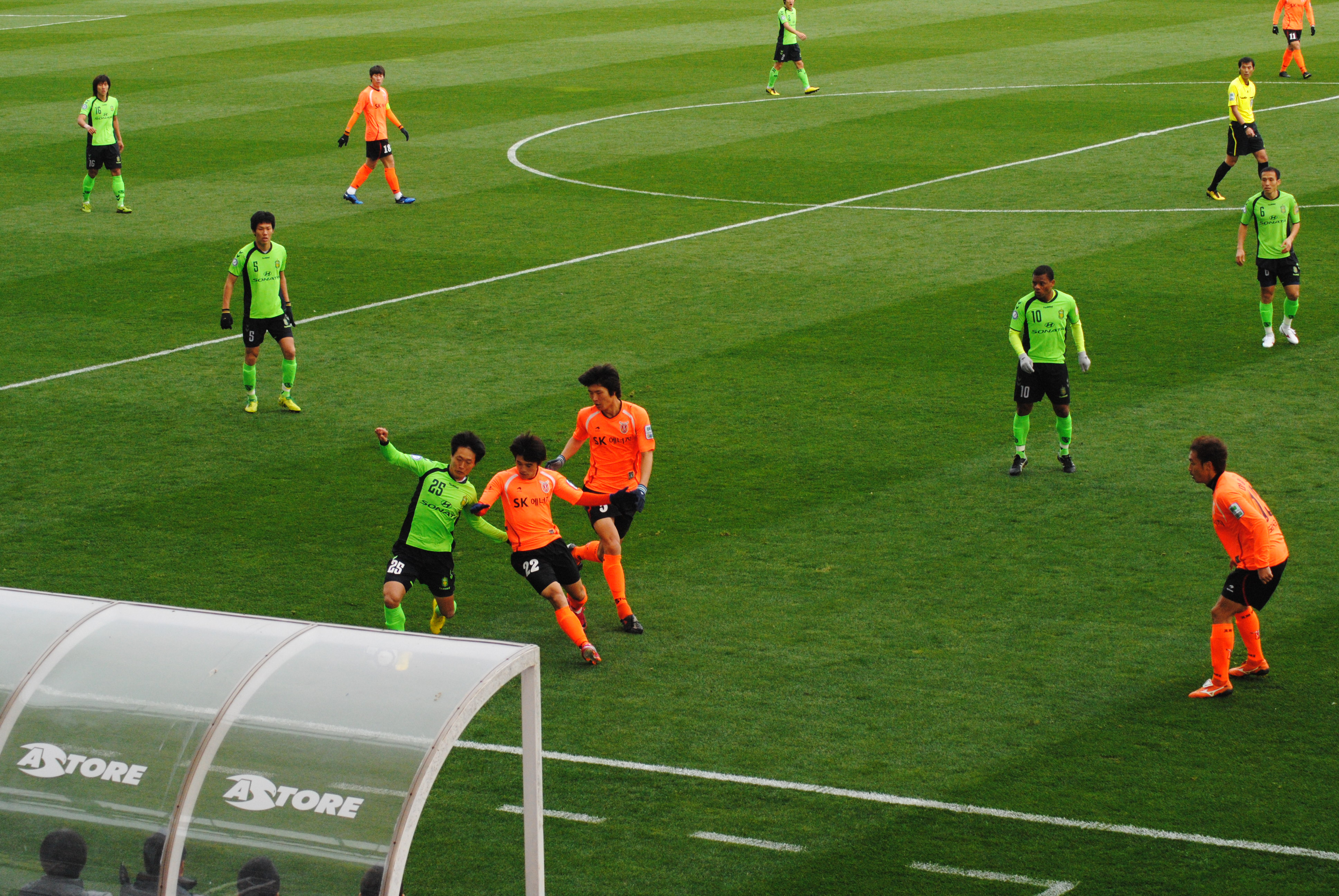
2010년 11월 28일 전북 현대 모터스와의 경기 장면

| 날짜     | 팀 1       | 스코어 | 팀 2           | 라운드       |
| -------- | ---------- | ------ | -------------- | ------------ |
| 6월 8일  | 브라질     | 4 - 0  | 중화인민공화국 | C조 2차전    |
| 6월 12일 | 슬로베니아 | 1 - 3  | 파라과이       | B조 3차전    |
| 6월 15일 | 독일       | 1 - 0  | 파라과이       | 16강전 1경기 |

### 2005년 A3 챔피언스컵
| 날짜     | 팀 1                 | 스코어 | 팀 2                 | 라운드 |
| -------- | -------------------- | ------ | -------------------- | ------ |
| 2월 13일 | 포항 스틸러스        | 1 - 1  | 요코하마 F. 마리노스 |        |
| 2월 13일 | 선전 젠리바오        | 1 - 3  | 수원 삼성 블루윙즈   |        |
| 2월 16일 | 요코하마 F. 마리노스 | 2 - 0  | 선전 젠리바오        |        |
| 2월 16일 | 수원 삼성 블루윙즈   | 2 - 2  | 포항 스틸러스        |        |
| 2월 19일 | 수원 삼성 블루윙즈   | 3 - 1  | 요코하마 F. 마리노스 |        |
| 2월 19일 | 포항 스틸러스        | 2 - 0  | 선전 젠리바오        |        |

### 2007년 FIFA U-17 월드컵
| 날짜            | 팀 1                   | 스코어      | 팀 2                   | 라운드 |
| --------------- | ---------------------- | ----------- | ---------------------- | ------ |
| 8월 18일        | 조선민주주의인민공화국 | 0 - 0       | 잉글랜드               | B조    |
| 8월 18일        | 브라질                 | 7 - 0       | 뉴질랜드               | B조    |
| 8월 21일        | 뉴질랜드               | 0 - 5       | 잉글랜드               | B조    |
| 8월 21일        | 브라질                 | 6 - 1       | 조선민주주의인민공화국 | B조    |
| 2007년 8월 24일 | 페루                   | 1 - 0       | 코스타리카             | A조    |
| 8월 25일        | 온두라스               | 0 - 2       | 시리아                 | C조    |
| 8월 25일        | 나이지리아             | 4 - 1       | 아이티                 | D조    |
| 8월 30일        | 잉글랜드               | 3 - 1       | 시리아                 | 16강   |
| 9월 1일         | 스페인                 | 1(5) - 1(4) | 프랑스                 | 8강    |

### 2017년 아디다스 U-20 4개국 축구대회
| 날짜     | 팀 1     | 스코어 | 팀 2     | 라운드 |
| -------- | -------- | ------ | -------- | ------ |
| 3월 30일 | 잠비아   | 4 - 1  | 온두라스 |        |
| 3월 30일 | 에콰도르 | 2 - 0  | 대한민국 |        |

### 2017년 FIFA U-20 월드컵
| 날짜     | 팀 1   | 스코어 | 팀 2       | 라운드 |
| -------- | ------ | ------ | ---------- | ------ |
| 5월 21일 | 잠비아 | 2 - 1  | 포르투갈   | C조    |
| 5월 21일 | 이란   | 1 - 0  | 코스타리카 | C조    |
| 5월 26일 | 기니   | 0 - 5  | 아르헨티나 | A조    |

### 2020년 하계 올림픽 축구 여자 아시아 지역 3차 예선
| 날짜    | 팀 1     | 스코어 | 팀 2     | 라운드 |
| ------- | -------- | ------ | -------- | ------ |
| 2월 3일 | 미얀마   | 0 - 7  | 대한민국 | A조    |
| 2월 6일 | 베트남   | 1 - 0  | 미얀마   | A조    |
| 2월 9일 | 대한민국 | 3 - 0  | 베트남   | A조    |

## 수상
- 2001년 '한국건축물 걸작 7선'[8]
- 2001년 6월 '제13회 김수근 문화상'

## 참고 문헌
- 〈제주월드컵경기장〉. 《한국향토문화전자대전》. 한국학중앙연구원.[깨진 링크(과거 내용 찾기)]
- 〈제주월드컵경기장〉. 《두피디아》. 두산.
- 《전국 공공체육 시설 현황 (2017년말 기준)》. 대한민국 문화체육관광부. 2019.

## 같이 보기
- 제주 SK FC